# Monametsi Kelebale
Monametsi Kelebale (15 luglio 1981) è un ex calciatore botswano, di ruolo difensore.

## Carriera

### Nazionale
Ha giocato 3 partite per la Nazionale botswana, con la quale ha partecipato alla Coppa d'Africa del 2012.